# Krosino (powiat świdwiński)
Krosino (dawniej: niem. Grössin) – wieś w północno-zachodniej Polsce położona w województwie zachodniopomorskim, w powiecie świdwińskim, w gminie Świdwin, na pograniczu Pojezierza Drawskiego i Pobrzeża Słowińskiego.
We wsi duży kościół z granitowych bloków z 1739, zabudowania folwarczne z końca XIX wieku, budownictwo ludowe.
W czasie II wojny światowej Niemcy utworzyli we wsi podobóz pracy przymusowej obozu jenieckiego Stalag II D.